# 拉克拉貝爾 (密歇根州)
拉克拉貝爾（英語：Lac La Belle）是位於美國密歇根州基威諾縣格蘭特鎮區的一個非建制地區。

## 地理
拉克拉貝爾所處的海拔為高於海平面186米（即610英呎），而該地所採用的時區為UTC-5，即北美东部時區（EST）。同時該地設有夏令時間，為UTC-5調快一小時，即UTC-4（EDT）。